# Camenaça (Fluss)
Der Camenaça ist ein osttimoresischer Fluss in der Gemeinde Cova Lima.

## Verlauf
Der Camenaça entsteht aus dem Zusammenfluss des aus dem Norden kommenden Nabuk und aus dem Westen kommenden Karautun im Suco Camenaça (Verwaltungsamt Suai). Kurz darauf mündet er bereits in die Timorsee.
Der Karautun entspringt im Suco Ogues (Verwaltungsamt Maucatar). In ihn mündet bald nach seinem Ursprung der Tasipus, der ebenfalls in Ogues entspringt. Später bildet der Karautun die Grenze zwischen Ogues, Matai (Verwaltungsamt Maucatar) und Labarai (Verwaltungsamt Suai) im Norden und Debos (Verwaltungsamt Suai) und Camenaça, bevor er dann nach Camenaça weiterfließt.
Der Nabuk entspringt im Suco Labarai, folgt auf seinem Weg nach Süden einem Teil der Grenze zu Matai, bevor er Labarai durchquert und nach Camenaça weiterfließt.